# Гусари (фільм)
«Гусари» (фр. Les Hussards) — французька кінокомедія з Бурвілем в головній ролі.

## Сюжет
Під час італійської кампанії капрал наполеонівської армії Ле Гус (Бернар Бліє) та рядовий Фліко (Бурвіль) втрачають коней в околицях одного села. Побоюючись покарання, вони заявляють, що стали жертвами нападу місцевих ополченців. Це стає приводом для захоплення французами заручників з числа місцевих мешканців. Під час контрудару австрійців гине весь полк, за виключенням наших двох героїв.

## Цікаві факти
- Луї де Фюнес виконує роль церковного сторожа.